# 진후진

진후진의 위치

진후진(한국어: 금호진, 중국어: 金湖鎮, 병음: Jīnhú Zhèn)은 중화민국 진먼현의 진이다. 넓이는 41.696km2이고, 인구는 2015년 8월 기준으로 28,100명이다.

## 지리
다진먼섬(大金門島)의 서부를 차지한다. 북쪽을 진사진, 동쪽을 진닝향에 접한다. 남부 및 서부는 해안선이며, 북부에도 일부 바다에 접하는 부분이 있다.

## 교통
- 진먼 공항